# Daniel Silva dos Santos
Daniel Silva dos Santos (født 30. maj 1982, død 10. februar 2019) var en brasiliansk fodboldspiller.